# Municipio de Odessa (condado de Hettinger)
El municipio de Odessa (en inglés: Odessa Township) es un municipio ubicado en el condado de Hettinger en el estado estadounidense de Dakota del Norte. En el año 2010 tenía una población de 16 habitantes y una densidad poblacional de 0,17 personas por km².

## Geografía
El municipio de Odessa se encuentra ubicado en las coordenadas 46°35′00″N 102°6′16″O / 46.58333, -102.10444. Según la Oficina del Censo de los Estados Unidos, el municipio tiene una superficie total de 92.79 km², de la cual 92,63 km² corresponden a tierra firme y (0,17 %) 0,16 km² es agua.

## Demografía
Según el censo de 2010, había 16 personas residiendo en el municipio de Odessa. La densidad de población era de 0,17 hab./km². De los 16 habitantes, el municipio de Odessa estaba compuesto por el 100 % blancos. Del total de la población el 0 % eran hispanos o latinos de cualquier raza.